# Олюмп
Олюмп (Вогюмп, Улюмп) — античный армянский историограф, жрец храма Арамазда в Ани, гавара Даранаги, автор «Храмовых историй».
Жил приблизительно в I—II вв. н. э.. Биографических данных не сохранилось. Автор «Храмовых историй», охватывавших период истории от Ерванда IV до Арташеса I. Олюмп жил в священном городе-крепости Ани-Камах на Евфрате, в области Даранаги. Упоминается только у Мовсеса Хоренаци .
В III веке сирийский учёный Вардесан перевёл этот труд на сирийский и греческий языки. Хотя сочинение Олюмпа было утеряно (вероятнее всего, уничтожено в ходе христианизации Великой Армении), оно возымело большое значение и влияние на армянскую историографию, поскольку ещё в эпоху Хоренаци сохранились воспоминания и устные сведения из него.
Вопрос языка «Храмовых историй» остается открытым. Вероятнее всего, Олюмп писал на древнеармянском языке (греческим письмом) или на среднеперсидском (письменность древней Армении развивалась в основном на персидском и греческом языках).